# Gephyromantis asper
Espèce
Synonymes
- Rana aspera Boulenger, 1882
- Mantidactylus asper (Boulenger, 1882)
- Mantidactylus ceratophrys Ahl, 1929 "1928"

Statut de conservation UICN

 LC  : Préoccupation mineure
Gephyromantis asper est une espèce d'amphibiens de la famille des Mantellidae.

## Répartition

Aire de répartition de Gephyromantis asper.

Cette espèce est endémique de Madagascar. Elle se rencontre entre 300 et 1 200 m d'altitude dans le Nord et le centre-Est de l'île, entre la réserve naturelle intégrale de Tsaratanana et le parc national de Ranomafana.

## Publication originale
- Boulenger, 1882 : Catalogue of the Batrachia Salientia s. Ecaudata in the collection of the British Museum, ed. 2, p. 1-503 (texte intégral).